# Eimear Quinn
Eimear Quinn (in irlandese: Eimear Ní Chuinn) (Dublino, 18 dicembre 1973) è una cantante irlandese di musica celtica.

## Biografia
Debutta vincendo l'Eurovision Song Contest 1996 con una canzone scritta da Brendan Graham, The Voice, inclusa poi nell'album Winter, Fire and Snow.
Nel 2001 incide Through the Lens of a Tear, seguito nel 2006 da Gatherings.